# Lagonda 2.6-Litre

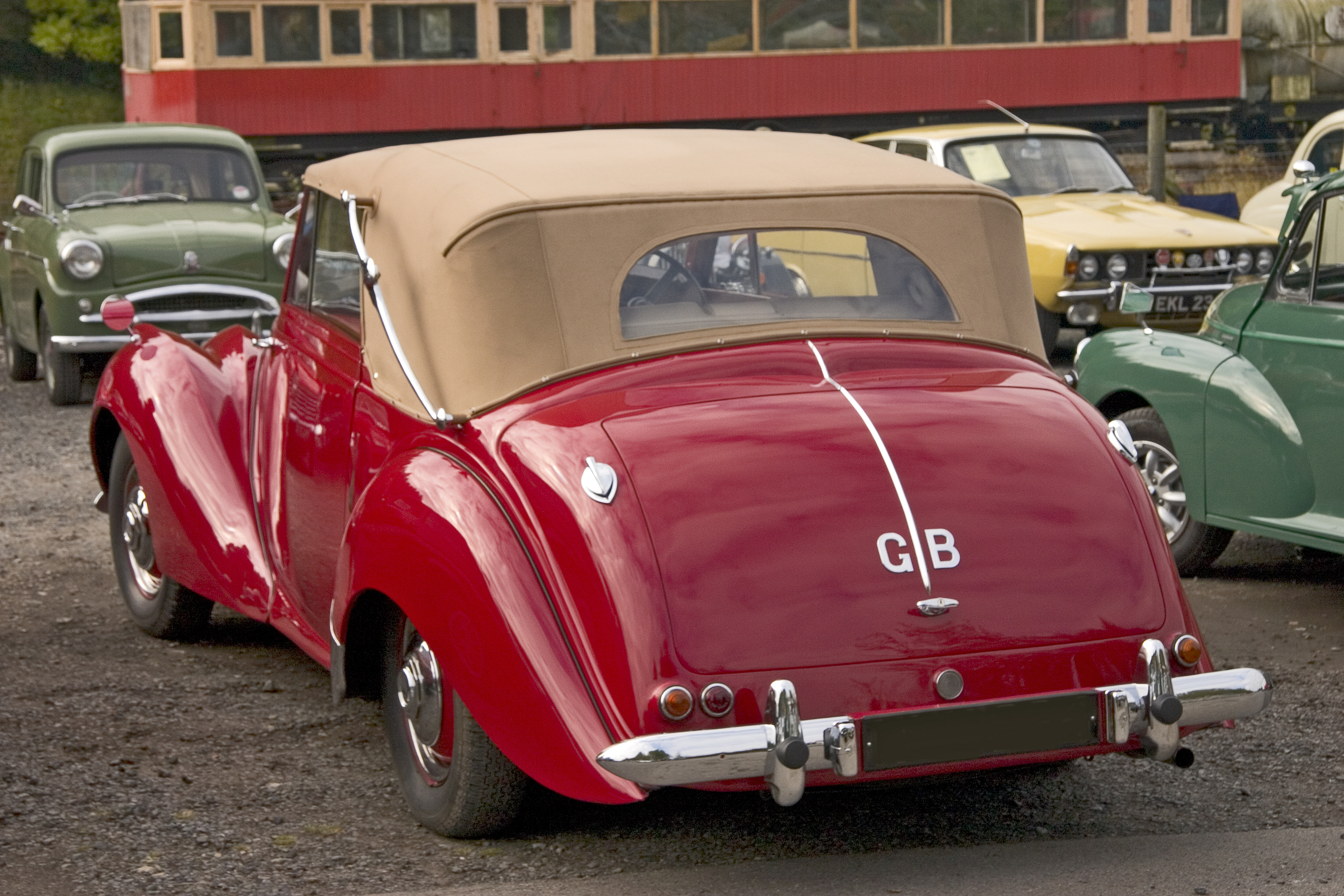
Vista posterior del Lagonda 2.6-Litre.

El Lagonda 2.6-Litre es un automóvil que fue producido por la marca británica Lagonda entre 1948 y 1953. Fue el primer automóvil producido por Lagonda después de su compra en 1947 por David Brown, el propietario de Aston Martin. El nombre "2.6-Litre" fue puesto por el motor de seis cilindros en línea de alta tecnología que fue montado en el automóvil. 

## Diseño y mecánica
El 2.6-Litre era un automóvil mayor que los Aston Martin y estaba disponible en versiones con carrocería cerrada de cuatro puertas o, a partir de 1949, descapotable de dos puertas (Drophead Coupé), ambas con cuatro plazas. La carrocería del descapotable fue realizada por Tickford, que en aquella época no formaba parte de Aston Martin.
En este vehículo fue montado un motor Lagonda de seis cilindros en línea, diseñado por Walter Owen Bentley, el cual impulsaría la nueva empresa matriz de Lagonda, Aston Martin, hacia la fama. La versión "Mark II" apareció en 1952, sólo con carrocería cerrada, y con la potencia del motor aumentada a 125 CV.
El 2.6-Litre tenía un chasis separado y suspensión totalmente independiente usando muelles delante y barras de torsión atrás. En la presentación se creía que sería el único automóvil británico con suspensión de muelles totalmente independiente. Los frenos Lockheed tenían tambores de 305 mm delante y de 279 mm detrás.

## Producción
Este automóvil se vendió razonablemente bien, a pesar de ser caro y de iniciarse su fabricación y venta muy pocos años después de la Segunda Guerra Mundial. 510 unidades habían sido fabricadas cuando la producción finalizó en 1953.

## Rendimiento
Una versión descapotable fue probada por la revista The Motor en 1949 y alcanzó una velocidad máxima de 145,2 km/h (90,2 mph). Podía acelerar de 0 a 97 km/h (60 mph) en 17,6 segundos. Fue registrado un consumo de combustible de 17 L a los 100 km. El automóvil de prueba costaba 3.420 £ con impuestos incluidos.